# Dorres
Dorres – miejscowość i gmina we Francji, w regionie Oksytania, w departamencie Pireneje Wschodnie.
Według danych na rok 1990 gminę zamieszkiwały 192 osoby, a gęstość zaludnienia wynosiła 8 osób/km² (wśród 1545 gmin Langwedocji-Roussillon Dorres plasuje się na 717. miejscu pod względem liczby ludności, natomiast pod względem powierzchni na miejscu 294.). 

## Zabytki
Zabytki na terenie gminy posiadające status monument historique:
- kaplica Notre-Dame-de-Belloch (Chapelle Notre-Dame-de-Belloch)

## Populacja

Populacja Dorres w latach 1962–2008